# Жашківський історичний музей
Жашківський історичний музей — історичний музей у місті Жашкові Черкаської області; культурно-просвітницький осередок Жашківщини.
Заклад підпорядкований Жашківському райвідділу культури. Має філію у селі Конельська Попівка.
Розташований за адресою:
вул. Соборна, буд. 53, м. Жашків (Черкаська область) - 19 200.
Директор музею — Олександр Йосипович Тютюнник.

## З історії закладу
Заснований у 1969 році як кімната-музей з історії Жашківщини при Будинку культури.
1978 року музей перенесено до міської школи № 3.
Від 1988 року — заклад має сучасну назву.

## Експозиція, фонди та діяльність
У Жашківському історичному музеї — 7,5 тис. експонатів (з них 5,5 тис. — осн. фонду).
У музеї, зокрема, представлені експонати, пов'язані з історією давньої людини на тер. Жашківщини, подіями Охматівської битви 1655, Коліївщини, голодомором 1932–33, сталін. репресіями, 2-ю світовою війною, діяльністю літературознавця, президента УВАН Л. Білецького, письменниці Д. Гуменної, скульптора Я. Красножона, фольклориста, хорового диригента, композитора П. Демуцького (організував та очолював Охматівський селянський хор) та його сина кінооператора, майстра художньої фотографії Д. Демуцького, Героїв Радянського Союзу О. Клинківського, В. Підзигуна, жашківських 15-ти Героїв Соціалістичної Праці, зокрема О. Парубка.
У залі періоду 2-ї світової війни діорама «Бій за Острожани» відтворює участь 1-ї Окремої Чехословацької бригади (командир Л. Свобода) у визволенні Жашківського району від нацистських окупантів.
У музейній фільмотеці — понад 90 фільмів з історії України та краю, української літератури, народознавства.
Працівники музею проводять зустрічі з відомими земляками, музейні уроки, літературні години, історико-краєзнавчі конференції; тут також організовують виставки митців, створюють нові документальеі фільми з історії Жашківщини.
На базі Жашківського історичного музею здійснює свою роботу Історико-культурологічне товариство імені Д. Гуменної.